# Vlag van South Uist
De vlag van South Uist is de vlag van het Schotse eiland South Uist. De vlag werd op 24 mei 2017 geregistreerd bij het Flag Institute. Het is een groene vlag waarop een blauw kruis met witte randen is geplaatst. De verticale arm van het kruis is, zoals voor de oudere Scandinavische vlaggen, verschoven naar de vlaggenmast toe.
Hoewel de oorsprong onzeker is, raakte de plant aan het begin van de jaren 2000 ingeburgerd in South Uist. Het kan voortkomen uit een voorstel van de Buiten-Hebriden uit 2003 of uit eerdere internetvoorstellen.